# Station Templemore
Station Templemore is een spoorwegstation in Templemore in het Ierse graafschap Tipperary. Het station ligt aan de lijn Dublin - Cork. Templemore heeft maar een beperkte dienstregeling. Op werkdagen vertrekken er zowel in de richting Dublin als in de richting Cork zes treinen. De trein richting Cork geeft in Limerick junction aansluiting naar Limerick. 